# Vyacheslav Aleksandrovich Malyshev
Vyacheslav Aleksandrovich Malyshev (tiếng Nga: Вячеслав Александрович Малышев) (3/12/1902 – 20/2/1957) là một trong những nhân vật hàng đầu của ngành công nghiệp Xô Viết trong những năm 1940 đến 1950. Trong chiến tranh, ông giữ chức Ủy viên Nhân dân Bộ xây dựng máy hạng nặng từ năm 1939 và Phó Chủ tịch Hội đồng Dân ủy từ năm 1940. Từ năm 1941, ông giám sát ngành công nghiệp xe tăng Liên Xô, sau đó ông chịu trách nhiệm về ngành đóng tàu và vận tải. Ông được bầu làm Phó Chủ tịch Hội đồng Bộ trưởng Liên Xô hai lần, từ 1947 đến 1953 và một lần nữa từ 1954 đến 1956. Ông cũng được bổ nhiệm làm Bộ trưởng Bộ Xây dựng máy hạng trung, giám sát toàn bộ ngành công nghiệp hạt nhân của Liên Xô.
Malyshev lãnh đạo một ủy ban đặc biệt để điều tra nguyên nhân của vụ nổ làm chìm Thiết giáp hạm Novorossiysk neo đậu tại Sevastopol, được sử dụng như một cái cớ để loại bỏ Tổng tư lệnh Hải quân Xô viết, Đô đốc Nikolai Kuznetsov, một đối thủ của Chủ tịch Hội đồng Bộ trưởng Liên Xô Nikita Khrushchev với ý tưởng về một lực lượng hải quân tàu ngầm, và thay thế bằng Serge Gorshkov, người không chống lại ý tưởng của Chủ tịch.
Malyshev được Joseph Stalin rất quý mến. Năm 1953, ông đã sớm kiểm tra địa điểm thử hạt nhân và bị nhiễm độc phóng xạ; kết quả là ông đã chết vào năm 1957.

## Tiểu sử
Ông sinh ngày 3 tháng 12 (lịch cũ) nay là ngày 16/12, năm 1902 tại Ust-Sysolsk là con thứ tư trong sáu đứa con của Alexander Nikolaevich Malyshev. Cha ông là Alexander Nikolaevich Malyshev (mất năm 1928), tốt nghiệp Học viện Sư phạm St.Petersburg, sau đó được cử đến thành phố Yarensk, nơi ông làm như một giáo viên tại đây. Năm 1892, Alexander Nikolaevich kết hôn với Elena Konstantinovna Popova, con gái của một nhà tư sản K. N. Popov. Ngay sau đám cưới, Alexander Nikolaevich đã nhận được chức vụ giáo viên chính thức, và sau đó là giáo viên hướng dẫn tại trường thành phố Ust-Sysolsky. Năm 1904, Alexander Nikolayevich nhận được lời mời làm việc tại trường ở Velikiye Luki. Theo tôn giáo Alexander Nikolaevich là người vô thần, và mẹ ông là người theo đạo chính thống.
Trong hai năm, Vyacheslav Malyshev làm thư ký tại tòa án và năm 1920, sau hai năm làm việc, ông vào trường kỹ thuật đường sắt Velikoluk. Trong trường đại học, Malyshev được bầu làm chủ tịch hội học sinh. Vyacheslav Malyshev được cử đi thực tập ở Kho động lực trong tình trạng đổ nát, nhưng trong kho có đầu máy xe lửa hơi loại E ("Eshka"), Shch ("Shchuka") và O ("Cơ bản"), cũng như đầu máy hơi nước của hành khách loại BB và SU. Trong quá trình thực tập, Malyshev bắt đầu nghĩ về cách tăng sức mạnh của đầu máy hơi nước. Năm 1924, ông tốt nghiệp trường kỹ thuật đường sắt Velikoluk ở tuổi 22.

## Trao thưởng
Ông được trao huân huy chương và những danh hiệu sau đây
- Anh hùng lao động xã hội chủ nghĩa (5/8/1944);
- Huy chương "Búa Liềm" (5/8/1944);
- 4 Huân chương Lenin (15/4/1939; 6/6/1942; 5/8/1944 và 15/12/1952);
- Huân chương Suvorov hạng nhất (16/9/1945);
- Huân chương Kutuzov hạng nhất (19/4/1945);
- 2 Giải thưởng Stalin;
- Huy chương "Vì sự bảo vệ Stalingrad";
- Huy chương "Vì sự bảo vệ Moskva";
- Huy chương "Chiến thắng Đức trong Chiến tranh Vệ quốc vĩ đại 1941-1945";
- một số huy chương khác.